# Wiriatus
Wiriatus (ur. 180 p.n.e., zm. 139 p.n.e.) – od 147 roku p.n.e. wódz luzytański broniący ziem swego plemienia przed ekspansją rzymską. 
Jest narodowym bohaterem w Hiszpanii i Portugalii. Obok wielkiego patriotyzmu podkreśla się jego szlachetność. W czasie wojny z Rzymem do luzytańskiej zasadzki w pobliżu Sierra Morena dostał się duży oddział rzymski, którym dowodził Kwintus Fabiusz Maksimus Serwilianus. Wiriatus wypuścił żołnierzy rzymskich i ich wodza, uznając, że ich zabicie w takich okolicznościach byłoby zachowaniem niehonorowym. Wódz rzymski, będąc pod wrażeniem tego zachowania, uznał suwerenność Luzytanów i władzę Wiriatusa, uznając go jednocześnie Przyjacielem Rzymu.
Senat rzymski nie uznał decyzji Serwilianusa podkreślając brak konsultacji w tak ważnej sprawie z senatem. Kwintus Serwiliusz Cepion przekupił trzech posłów luzytańskich, którzy przybyli do Rzymian, aby zamordowali Wiriatusa. Wróciwszy do swego obozu zamordowali go, gdy spał, wbijając mu nóż w szyję. Znane są ich imiona: Audax, Ditalcus oraz Minurus. Gdy wrócili do Rzymian po spodziewaną nagrodę konsul Kwintus Serwiliusz Cepion miał powiedzieć: Rzym nie płaci zdrajcom, po czym rozkazał ich zabić.

Wiriatus, choć niejasnego pochodzenia, uzyskał wielką sławę dzięki swoim postępkom. Z pasterza stał się rabusiem, a z rabusia dowódcą. Dzięki wrodzonym zdolnościom i rozwijaniu ich w praktyce, był szybki i w pogoni, i w ucieczce. Z wigorem i wytrwałością walczył ramię w ramię. Zadowalało go jakiekolwiek pożywienie i wystarczał gąszcz by się przespać. Konsekwentnie, nie przeszkadzał mu upał ani chłód, nie troskał się głodem ani innymi trudami; czymkolwiek zadowalał się tak, jak by to było wszystko co najlepsze.
Dzięki naturze i ćwiczeniom miał wspaniałe ciało, lecz i ono nie dorównywało wspaniałym mocom umysłu. Potrafił szybko planować i egzekwować, cokolwiek uznał, że powinno zostać zrobione − i zawsze miał jasne wyobrażenie, co to ma być. Poza tym − dokładnie wiedział co kiedy należy uczynić. Potrafił symulować nieznajomość najbardziej oczywistych faktów, podobnie jak chytrze ukrywał wiedzę o najmocniej skrywanych sekretach. We wszystkim, co robił, był nie tylko dowódcą, lecz także zastępcą. Dzięki nieustalonemu pochodzeniu, równoważącemu reputację silnego człowieka, nie uznawano go ani za podwładnego ani za zwierzchnika nikogo, a sam z siebie nie był ani pokorny, ani arogancki. Podjął się wojny nie dla osobistych korzyści, władzy czy zemsty, lecz dla samej wojny; uważano, że i wielbił ją, i był jej mistrzem.

Informacje na temat Wiriatusa znamy z przekazu Appiana z Aleksandrii.